# كهبل سنغالي

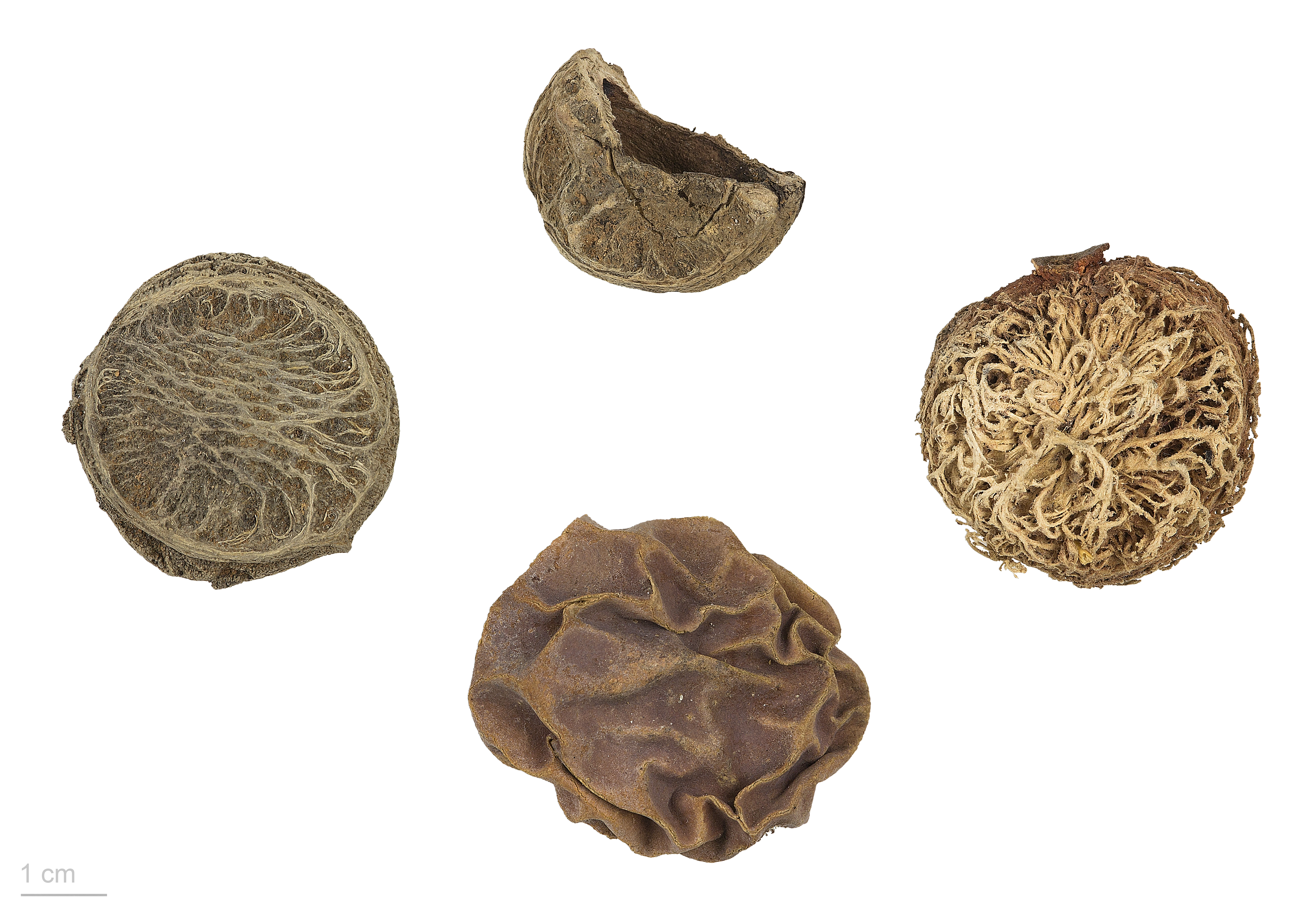
Detarium senegalense”

كهبل سنغالي أو شجرة الشحم أو ديتار سنغالي (الاسم العلمي: Detarium senegalense) هو نوع من النباتات يتبع جنس الديتار من الفصيلة البقولية.